# Janowice (powiat łęczycki)
Janowice – wieś w Polsce położona w województwie łódzkim, w powiecie łęczyckim, w gminie Piątek.
W latach 1975–1998 miejscowość należała administracyjnie do województwa płockiego.
Właścicielami Janowic była do II wojny światowej rodzina Łoskowskich. Jan Łoskowski ożenił się z Marią Chełmońską – córką Józefa Chełmońskiego.
10 września 1939 żołnierze Wehrmachtu po wkroczeniu do wsi zamordowali siedmiu mieszkańców.

## Zabytki
Według rejestru zabytków Narodowego Instytutu Dziedzictwa na listę zabytków wpisane są obiekty:
- zespół dworski z 2. połowy XIX w., nr rej.: 489 z 10.04.1979:
  - dwór
  - park